# Aristolochiales
Ordre
Classification APG II (2003)
Classification APG III (2009)
Classification APG IV (2016)
L'ordre des Aristolochiales (Aristochiales) regroupe des plantes angiospermes primitives.
En classification classique de Cronquist (1981), il comprend une famille :
- Aristolochiacées

Cet ordre n'existe pas dans la classification phylogénétique APG II (2003), dans la classification phylogénétique APG III (2009) et dans la classification phylogénétique APG IV (2016), la famille des Aristolochiacées est placée dans l'ordre de divergence ancienne des Piperales.